# Итальянцы в Республике Сербской
Итальянцы в Республике Сербской (серб. Италијани у Републици Српској, итал. Gli italiani della Repubblica Serba) — граждане итальянского происхождения, проживающие и работающие на территории Республики Сербской. Итальянцы признаны одним из 12 национальных меньшинств Республики Сербской, их интересы защищает Совет национальных меньшинств Республики Сербской. В Республике Сербской проживает 248 итальянцев, по данным переписи населения 2013 года.

## Деятельность общины

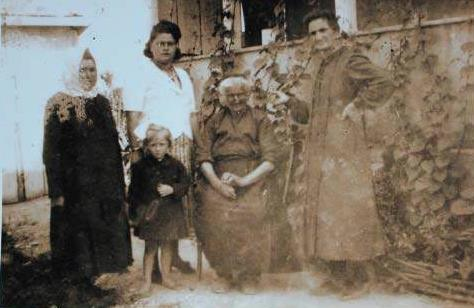
Итальянские переселенцы в Штиворе

Итальянцы переселились в 1882 году на территорию Республики Сербской: это были в основном жители территорий современных областей Фриули — Венеция-Джулия, Венеция и Тренто, которые пострадали в том же году во время сильного наводнения. Первые такие поселенцы появились в сентябре 1883 года в районах городов Баня-Лука, Лакташи и Штивор. Получив землю, скот и семена, итальянцы стали выращивать фруктовые деревья и виноградные лозы, а также производить вино и коньяк, строить новые дома и фермы. Выходцы из Италии занимались земледелием и скотоводством, хотя среди них были лесники, рабочие и строители. Ими были основаны частные предприятия и построены железные дороги. В 1902 году в деревне Шибовска была открыта первая начальная школа, в которой изучали итальянский язык; уроженцы Штивора и по сей день говорят по-итальянски с акцентом, характерным для их предков с исторической родины.
Значительный вклад в развитие Баня-Луки внёс граф Джан Вито дель Местри, уроженец итальянского города Медеа и представитель дворянского рода, появившегося в первой половине XVI века. При нём был построен первый завод по производству кирпичей в Баня-Луке, также граф посвятил свою жизнь и выращиванию винограда. Дель Местре был членом городского совета и почётным итальянским консулом. До Второй мировой войны он переименовал одну из улиц в Баня-Луке в честь Милана Радмана (ныне улица Олимпийских чемпионов), которая тянется от парка имени Младена Стояновича до Транзитного перехода. Среди итальянских семей Баня-Луки выделяются также Пасколо (владельцы кирпичной мастерской), Сорави (подрядчики по строительству) и Орландо (автомеханики).

## Религия
Итальянцы придерживаются римско-католического вероисповедания, среди них очень мало православных. Две римско-католические церкви, в которых проходят службы для итальянских верующих, находятся в двух местечках: Маховляни (рядом с Лакташами) и Штиворе (у Прнявора).

## Общества
- В 2004 году в Баня-Луке было основано Общество итальянцев Баня-Луки, целью которого стало объединение итальянцев и жителей страны с итальянскими корнями со стремлением развивать итальянский язык и культуру вне зависимости от политических убеждений членов общества. Оно насчитывает 156 человек, из них 122 человека являются этническими итальянцами или имеют итальянские корни (31 семьи) и ещё 34 увлекаются итальянским языком и культурой. Регулярно общество проводит манифестации в поддержку Италии и итальянцев[5].
- Ещё одно общество «Trentini di Stivor» основано в Штиворе[6] и объединяет жителей города Штивор (община Прнявор). Ежегодно ими организуется манифестация «Mascare» — праздник итальянской культуры, выпадающий на Пасху. В этот день звучат песни, жители играют в разные игры и участвуют в карнавале с разными масками, которые, по примете, изгоняют злых духов[7]. Подобная традиция соблюдается более 120 лет.

## Известные личности
- Алессандра Дельшашо Лепир, делегат Вече народа Республики Сербской[серб.] четвёртого созыва.
- Джан Вито дель Местри, граф, уроженец итальянской Медеи, построивший первый завод по производству кирпичей в Баня-Луке.
- Франьо Ровер, председатель Совета национальных меньшинств Республики Сербской.